# Französische Rugby-Union-Meisterschaft 1922/23
Die Saison 1922/23 war die 27. Austragung der französischen Rugby-Union-Meisterschaft (französisch Championnat de France de rugby à XV). Sie umfasste 30 Mannschaften in der ersten Division (heutige Top 14).
Nach einer regionalen Qualifikation begann die Meisterschaft mit der ersten Gruppenphase, bei der in sechs Gruppen je fünf Mannschaften aufeinander trafen. Die Erstplatzierten qualifizierten sich für die zweite Gruppenphase. Diese umfasste zwei Dreiergruppen, wobei jeweils die beste Mannschaft ins Finale einzog. Im Endspiel, das am 13. Mai 1923 im Stade de Colombes im Pariser Vorort Colombes stattfand, trafen die beiden Halbfinalsieger aufeinander und spielten um den Bouclier de Brennus. Dabei setzte sich Stade Toulousain gegen Aviron Bayonnais durch und errang zum dritten Mal den Meistertitel.

## Erste Gruppenphase
|    | Team             | Siege | Unent. | Ndlg. | Spiel- punkte | Diff. | Tabellen- punkte |
| -- | ---------------- | ----- | ------ | ----- | ------------- | ----- | ---------------- |
| 1. | Stade Toulousain | 3     | 1      | 0     | 63:3          | + 60  | 11               |
| 2. | FC Grenoble      | 3     | 0      | 1     | 50:27         | + 23  | 10               |
| 3. | CA Bègles        | 2     | 0      | 2     | 17:40         | − 23  | 8                |
| 4. | Boucau Stade     | 1     | 1      | 2     | 14:23         | − 9   | 7                |
| 5. | SU Agen          | 0     | 0      | 4     | 10:61         | − 51  | 4                |

|    | Team             | Siege | Unent. | Ndlg. | Spiel- punkte | Diff. | Tabellen- punkte |
| -- | ---------------- | ----- | ------ | ----- | ------------- | ----- | ---------------- |
| 1. | Aviron Bayonnais | 3     | 0      | 1     | 31:17         | + 14  | 10               |
| 2. | US Perpignan     | 3     | 0      | 1     | 29:6          | + 23  | 10               |
| 3. | FC Lourdes       | 3     | 0      | 1     | 28:16         | + 12  | 10               |
| 4. | US Cognac        | 1     | 0      | 3     | 9:24          | − 15  | 6                |
| 5. | COPO Périgueux   | 0     | 0      | 4     | 3:37          | − 34  | 4                |

|    | Team               | Siege | Unent. | Ndlg. | Spiel- punkte | Diff. | Tabellen- punkte |
| -- | ------------------ | ----- | ------ | ----- | ------------- | ----- | ---------------- |
| 1. | Biarritz Olympique | 4     | 0      | 0     | 46:11         | + 35  | 12               |
| 2. | AS Béziers         | 2     | 1      | 1     | 39:11         | + 28  | 9                |
| 3. | SC Albi            | 2     | 1      | 1     | 32:11         | + 21  | 9                |
| 4. | SA Bordeaux        | 1     | 0      | 3     | 6:41          | − 35  | 6                |
| 5. | FC Moulins         | 0     | 0      | 4     | 6:55          | − 49  | 4                |

|    | Team                  | Siege | Unent. | Ndlg. | Spiel- punkte | Diff. | Tabellen- punkte |
| -- | --------------------- | ----- | ------ | ----- | ------------- | ----- | ---------------- |
| 1. | Racing Club de France | 4     | 0      | 0     | 50:6          | + 44  | 12               |
| 2. | US Dax                | 3     | 0      | 1     | 24:9          | + 15  | 10               |
| 3. | RC Toulon             | 2     | 0      | 2     | 30:38         | − 8   | 8                |
| 4. | FC Lézignan           | 1     | 0      | 3     | 25:24         | + 1   | 6                |
| 5. | RC Chalon             | 0     | 0      | 4     | 5:57          | − 52  | 4                |

|    | Team            | Siege | Unent. | Ndlg. | Spiel- punkte | Diff. | Tabellen- punkte |
| -- | --------------- | ----- | ------ | ----- | ------------- | ----- | ---------------- |
| 1. | US Carcassonne  | 2     | 2      | 0     | 17:6          | + 11  | 10               |
| 2. | CA Périgueux    | 2     | 1      | 1     | 17:12         | + 5   | 9                |
| 3. | Section Paloise | 2     | 1      | 1     | 17:6          | + 11  | 9                |
| 4. | TOEC            | 2     | 0      | 2     | 9:15          | − 6   | 8                |
| 5. | Stade Français  | 0     | 0      | 4     | 6:27          | − 21  | 4                |

|    | Team               | Siege | Unent. | Ndlg. | Spiel- punkte | Diff. | Tabellen- punkte |
| -- | ------------------ | ----- | ------ | ----- | ------------- | ----- | ---------------- |
| 1. | Stadoceste Tarbais | 4     | 0      | 0     | 33:6          | + 27  | 12               |
| 2. | RC Narbonne        | 3     | 0      | 1     | 38:6          | + 32  | 10               |
| 3. | Stade Bordelais    | 1     | 1      | 2     | 6:17          | − 11  | 7                |
| 4. | Red Star Olympique | 0     | 2      | 2     | 9:32          | − 23  | 6                |
| 5. | Stade Nantais      | 0     | 1      | 3     | 6:31          | − 25  | 5                |

## Zweite Gruppenphase

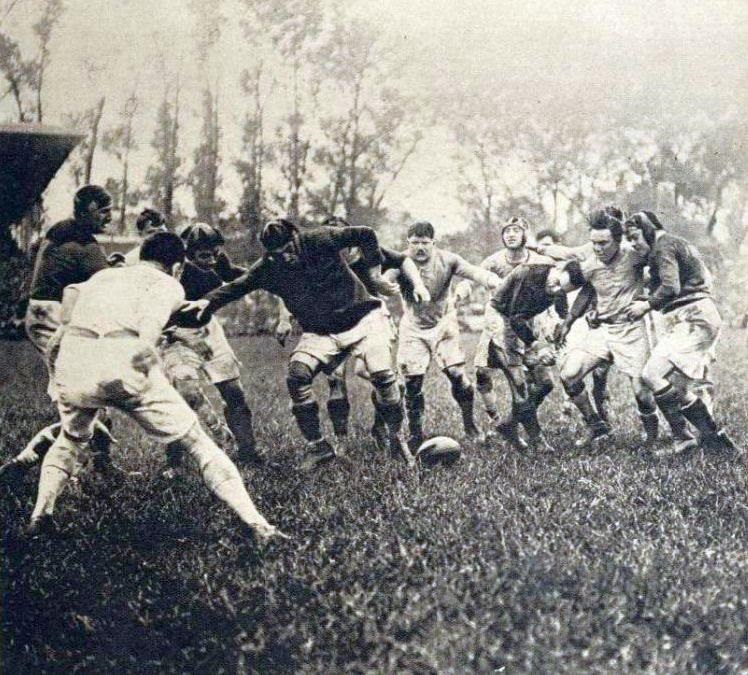
Spielszene im Finale

Gruppe A
|    | Team               | Siege | Unent. | Ndlg. | Spiel- punkte | Diff. | Tabellen- punkte |
| -- | ------------------ | ----- | ------ | ----- | ------------- | ----- | ---------------- |
| 1. | Stade Toulousain   | 2     | 0      | 0     | 24:0          | + 24  | 6                |
| 2. | Biarritz Olympique | 1     | 0      | 1     | 6:16          | − 10  | 4                |
| 3. | US Carcassonne     | 0     | 0      | 2     | 0:14          | − 14  | 2                |

Gruppe B
|    | Team                  | Siege | Unent. | Ndlg. | Spiel- punkte | Diff. | Tabellen- punkte |
| -- | --------------------- | ----- | ------ | ----- | ------------- | ----- | ---------------- |
| 1. | Aviron Bayonnais      | 2     | 0      | 0     | 13:6          | + 7   | 6                |
| 2. | Racing Club de France | 1     | 0      | 1     | 17:13         | + 4   | 4                |
| 3. | Stadoceste Tarbais    | 0     | 0      | 2     | 8:19          | − 11  | 2                |

## Finale
| 13. Mai 1923 | Stade Toulousain   | 3:0     | Aviron Bayonnais | Stade de Colombes, Colombes Zuschauer: 15.000 Schiedsrichter: Gilbert Brutus |
| 13. Mai 1923 | Versuche: Jauréguy | Bericht |                  | Stade de Colombes, Colombes Zuschauer: 15.000 Schiedsrichter: Gilbert Brutus |

Aufstellungen
Stade Toulousain: Jean Bayard, Bernard Bergès, Alex Bioussa, François Borde, Joseph Dournac, Henri Galau, Adolphe Jauréguy, Jean Larrieu, Marcel-Frédéric Lubin-Lebrère, André Maury, Léon Nougal, André Pépion, Alfred Prévost, Yvan Saverne, Gabriel Serres
Aviron Bayonnais: Silvano Andia, Jean Arnaudin, André Béhotéguy, Jean Bentaberry, Eugène Billac, Jean Etcheparre, Marcel Forgues, Edouard Lahirigoyen, Eugène Landrieu, Pierre Magens, Laurent Pardo, Henry Edward Roe, Jean-Baptiste Sales, Angel Sarratte, Henri Suhubiette